# Gary Jules (album)
Gary Jules je treći studijski album američkog pjevača i tekstopisca Garya Julesa. Objavljen je 2006. u izdanju diskografske kuće Down Up Down Music.

## Popis pjesama
| Br. | Skladba                       | Trajanje |
| --- | ----------------------------- | -------- |
| 1.  | »Falling Awake«               | 5:11     |
| 2.  | »The Devil Keeps Grinning«    | 4:29     |
| 3.  | »Gone Daddy«                  | 4:19     |
| 4.  | »Serpent-In-Claw«             | 3:48     |
| 5.  | »Little Greenie«              | 3:10     |
| 6.  | »There's a Hole in the Sky«   | 3:34     |
| 7.  | »Whiskey for Everybody«       | 3:28     |
| 8.  | »Wichita«                     | 4:02     |
| 9.  | »Andalucia«                   | 4:32     |
| 10. | »Dustcloud and the Honeybees« | 3:24     |
| 11. | »Road Song Blues«             | 2:16     |
| 12. | »One Little Light«            | 3:34     |